# فراسینلو مونفراتو
فراسینلو مونفراتو (به ایتالیایی: Frassinello Monferrato) یک کومونه در ایتالیا است که در استان آلساندریا واقع شده‌است.

## خصوصیات
فراسینلو مونفراتو ۸٫۵ کیلومترمربع مساحت و ۵۲۹ نفر جمعیت دارد و ۵۲۹ متر بالاتر از سطح دریا واقع شده‌است.